# Dunes d'Écault
Les dunes d'Écault sont des dunes sablonneuses situées sur la plage d'Écault, dans le Pas-de-Calais, en France. Leur originalité  morphologique tient en ce que ces dunes, lors de leur formation, se sont plaquées sur une ancienne falaise de grès et de marne. Elles font partie des sites du parc naturel régional des Caps et Marais d'Opale.

## Localisation

Le site des Dunes d'Écault se trouve sur la Côte d'Opale, entre Boulogne-sur-Mer et Le Touquet-Paris-Plage, à l'ouest de Samer.

Le site des Dunes d'Écault se trouve à Écault (hameau dépendant de la commune de Saint-Étienne-au-Mont). Ce site est dans le prolongement de la forêt domaniale d'Écault, avec laquelle il forme le « site naturel d'Écault », ou « massif d'Écault ».
Il domine la mer jusqu'à 90 mètres de hauteur et donne au visiteur l'occasion de découvrir de superbes panoramas sur la côte, au nord d'Hardelot-Plage.

## Histoire du site
La formation de ce massif dunaire remonte à la fin du XVIIe siècle, à cause de gros mouvements de sable qui se poursuivirent jusqu'aux premières plantations de conifères sur le modèle des Landes de Gascogne. Comme les autres sites naturels du littoral du Pas-de-Calais, les dunes d'Écault gardent des traces des deux guerres mondiales par la présence de blockhaus.

## Écologie
Le site des dunes d'Écault est répertorié sur le réseau Natura 2000 au niveau du site de l'Estuaire de la Canche, dunes picardes plaquées sur l'ancienne falaise, forêt d'Hardelot et falaise d'Équihen.

### Faune
Ce massif dunaire abrite une faune variée. Son exposition sud/sud-ouest favorise la présence d'espèces moins fréquentes dans ces régions : le lucane, le fourmilion, le minotaure typhée, l'oedipode bleu et l'alouette lulu.

### Flore
Son exposition au sud/sud-ouest favorise la présence d'espèces plutôt méridionales comme le camérisier, le sceau de Salomon odorant, l'astragale à feuilles de réglisse, etc.

## Administration
La gestion est assurée par le conseil départemental du Pas-de-Calais avec le soutien du syndicat mixte Eden 62. Elles sont propriétés du conservatoire du littoral.

## Intérêt touristique
Le site des dunes d'Écault fait partie des sites touristiques attractifs de la Côte d'Opale. Les promeneurs, randonneurs et coureurs profitent des chemins balisés (dont certains se prolongent vers le village d'Écault, la forêt, le château d'Hardelot et le marais de Condette). Le sentier de grande randonnée GR121 traverse également le site.
Une maison de la dune appelée Aréna assure la protection du site et sa mise en valeur en organisant des visites.

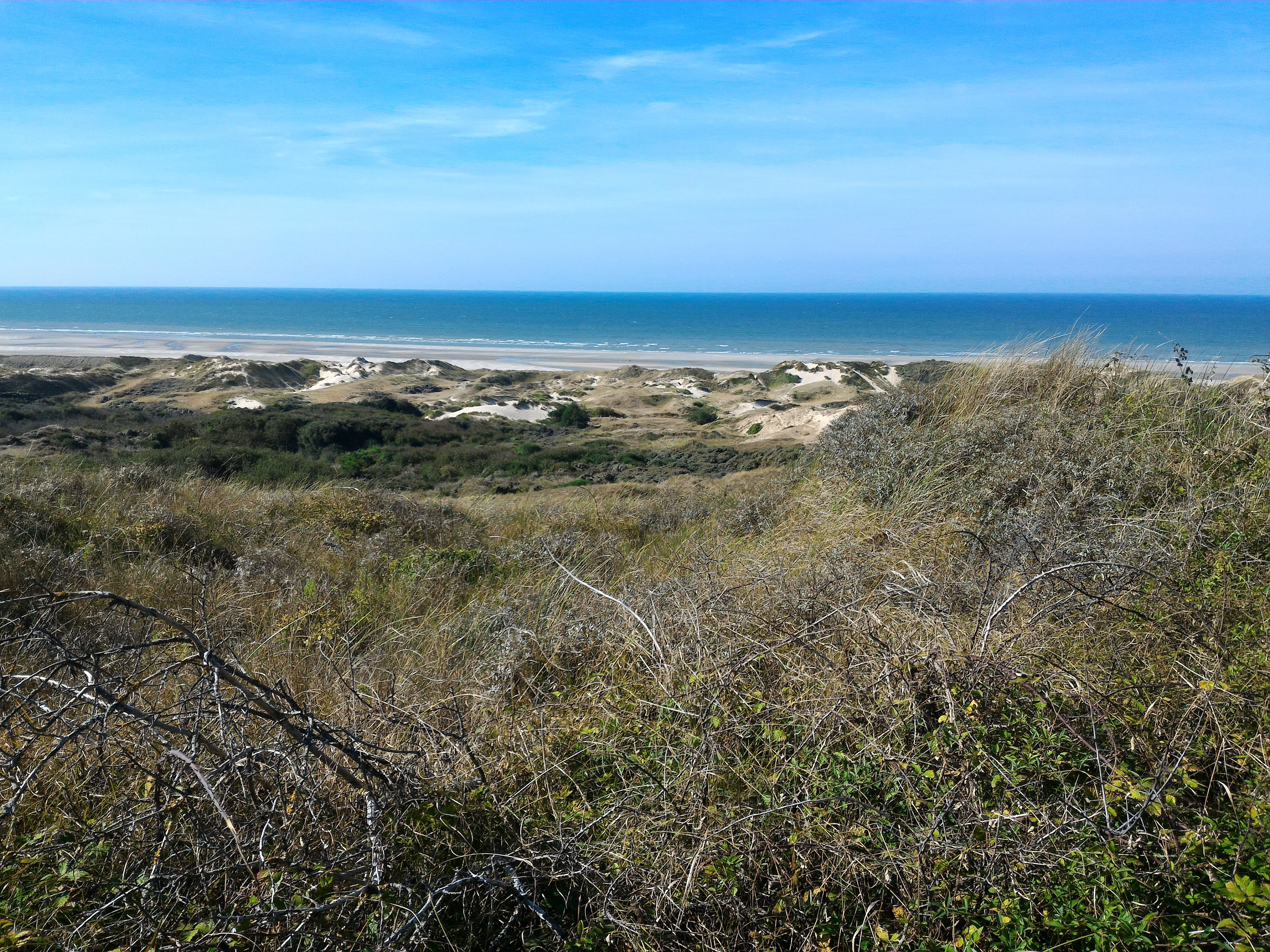
Vue des dunes et de la Manche.
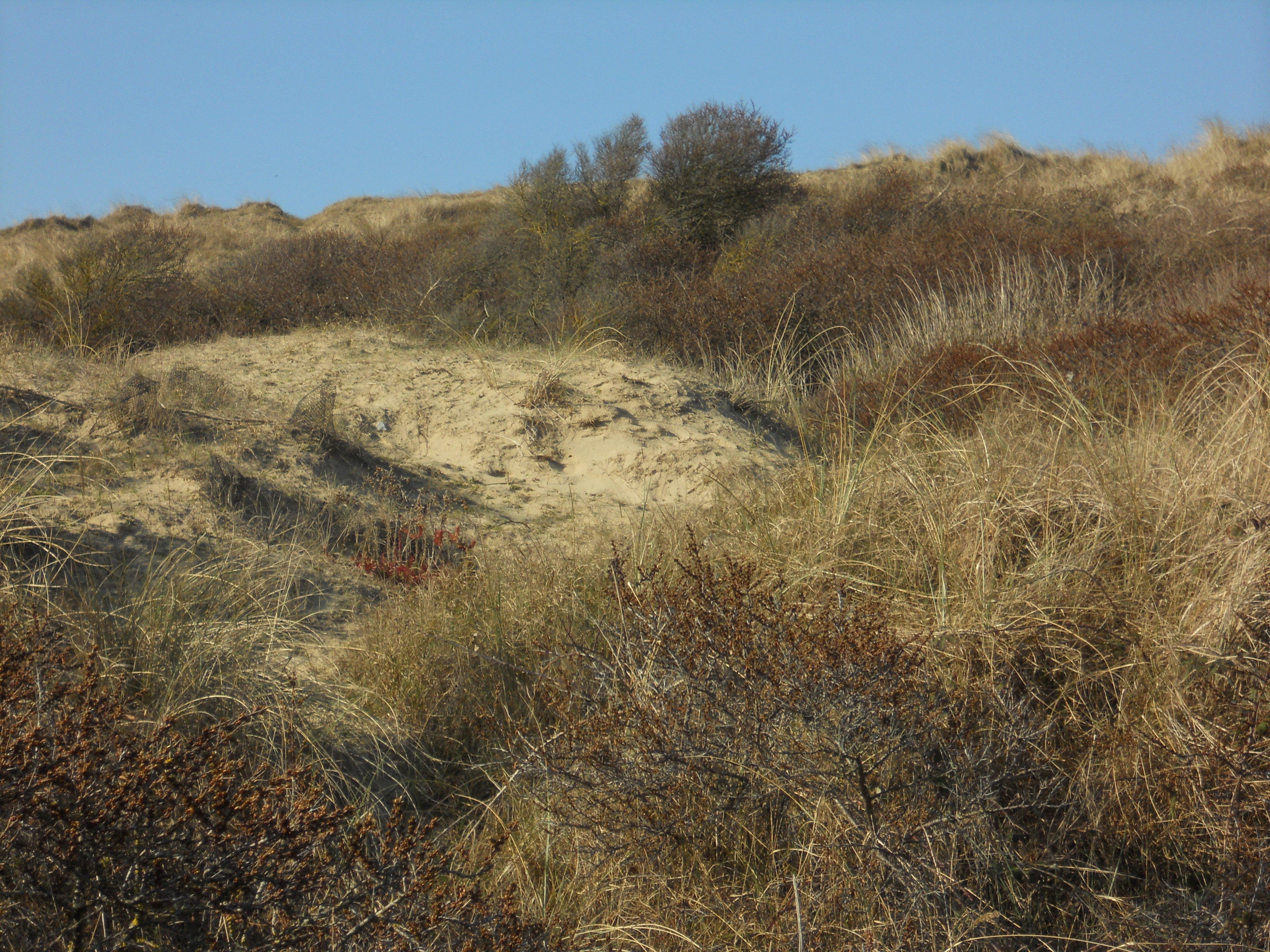
Les dunes en 2011.
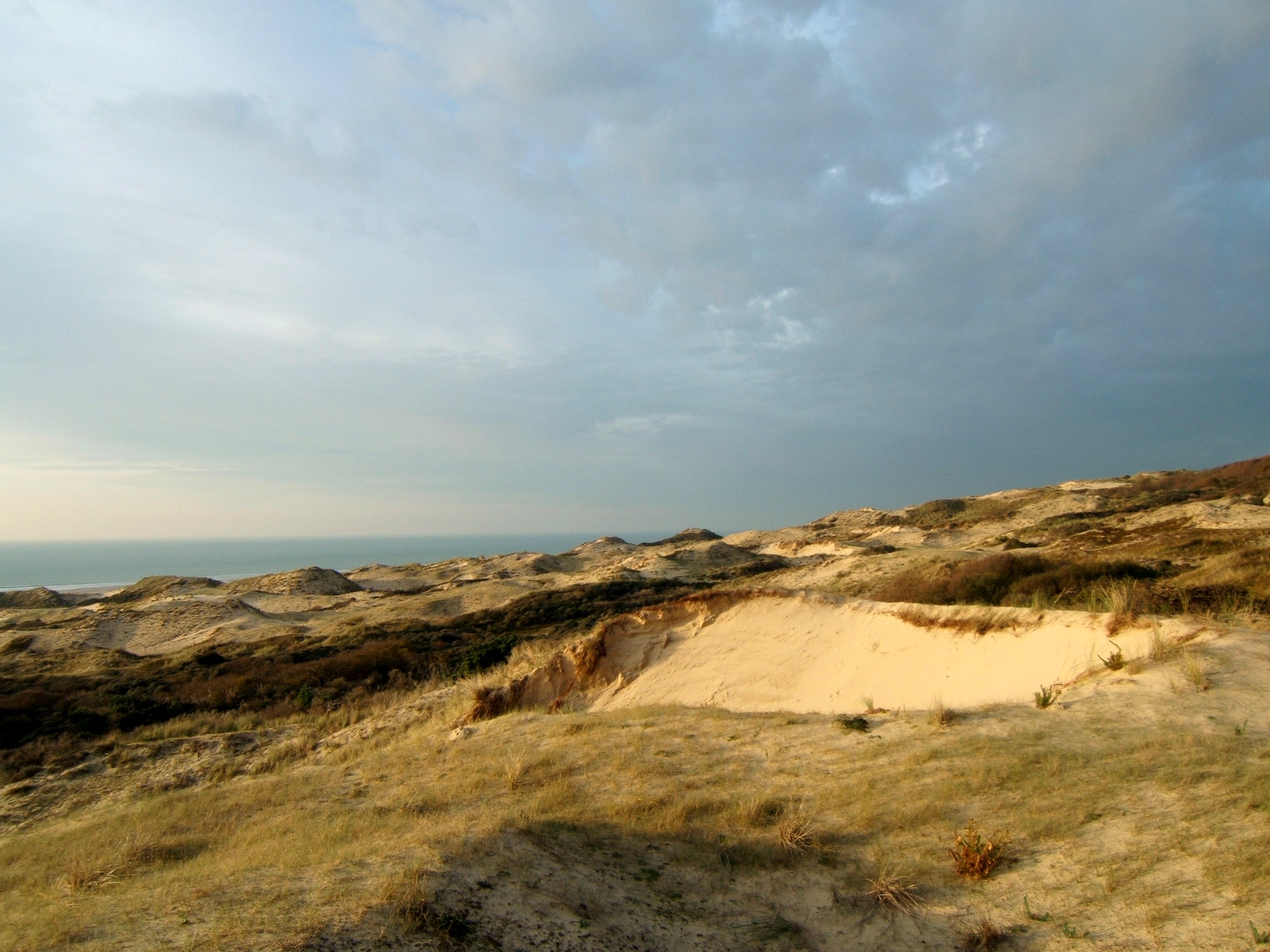
Les dunes en 2011.
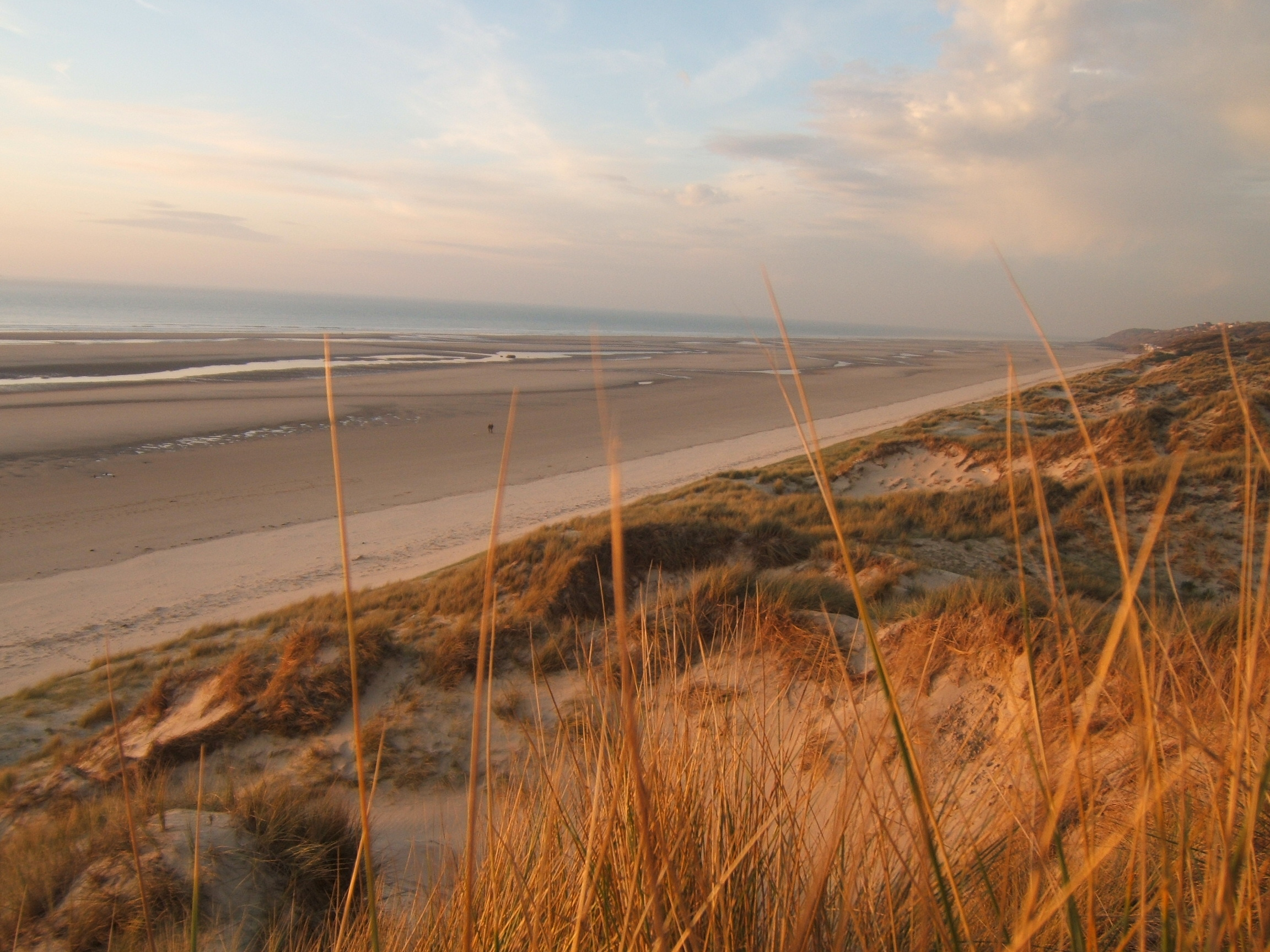
Les dunes et la plage.
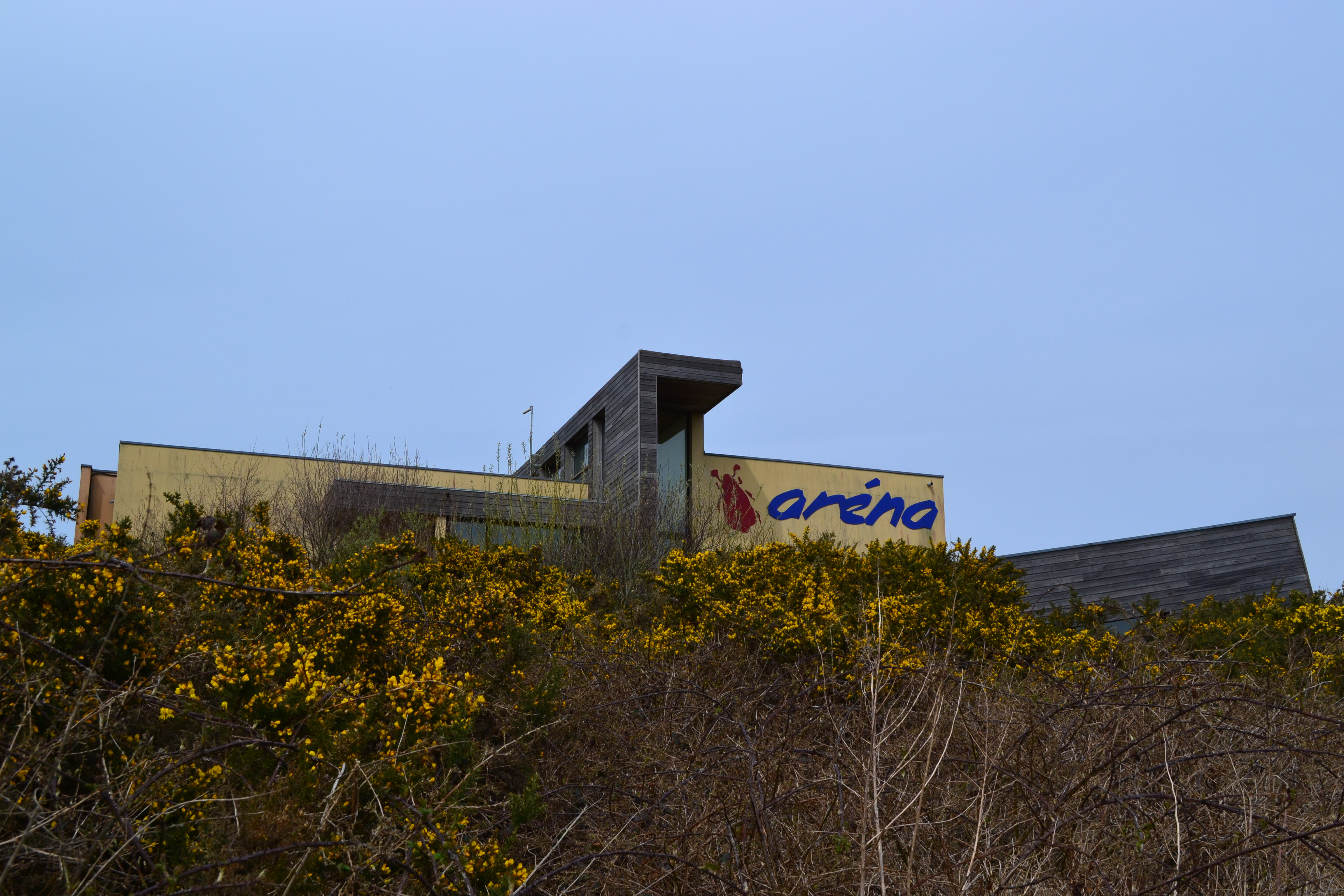
Aréna, centre des dunes et de l'environnement.